# Verna Mae Bentley-Krause

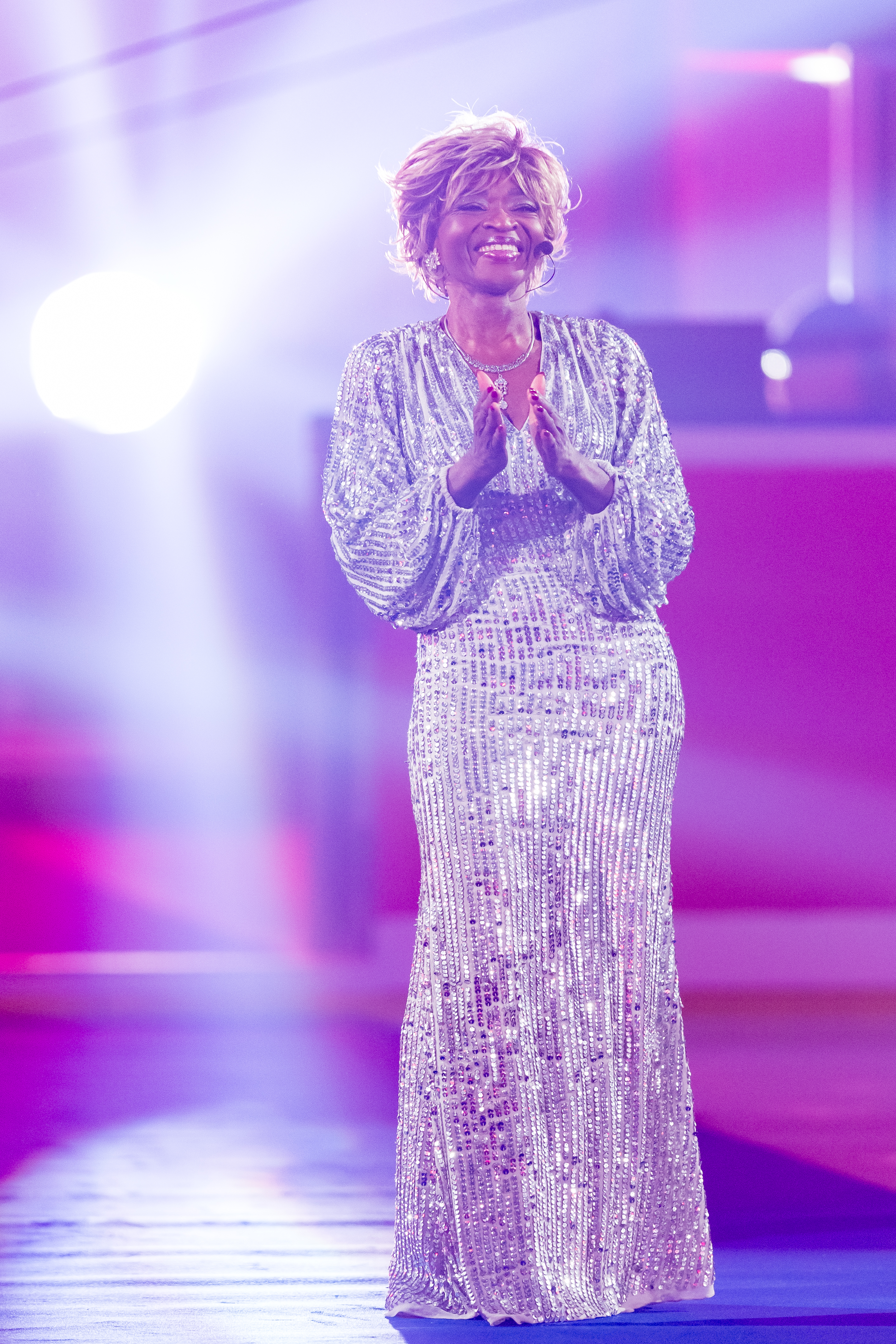
Verna Mae Bentley-Krause (2024)

Verna Mae Bentley-Krause (* 7. Juli 1951 in Memphis, Tennessee) ist eine amerikanisch-deutsche Sängerin, die durch ihr Lied „Ich liebe deutsche Land“ bekannt wurde.

## Leben
Die in Miami lebende Bentley-Krause trat 1979 der United States Army bei und wurde in Deutschland stationiert. Nach ihrem Ausscheiden aus der Armee 1982 ließ sie sich in Deutschland nieder und eröffnete ein Blumengeschäft in der Nähe des US-amerikanischen Militärstützpunkts Pulaski Barracks am Rande von Kaiserslautern. Sie schickte ein Video mit dem Lied „Ich liebe deutsche Land“ an TV total, wo es am 22. Januar 2001 erstmals ausgestrahlt wurde. Seitdem trat sie als Running Gag in diversen Sendungen von Stefan Raab auf, wenn nach der „deutschen Nationalhymne“ (oder Ähnlichem) verlangt wurde, wie etwa bei der TV Total Stock Car Challenge im Rahmen der Siegerehrung.
Das Lied wurde von Raabs Produktionsfirma RARE (Raab Records) 2001 unter dem Titel Ich liebe deutsche Land (De Det De Det De Dä) als Single veröffentlicht und konnte sich sechs Wochen in den deutschen Singlecharts halten.
2014 veröffentlichte sie das Buch Die kleine deutsche Niggerin.
2024 sang sie im Rahmen des Boxkampfes zwischen Stefan Raab und Regina Halmich und dem darauffolgenden TV-Comeback Raabs vor dem Kampf erneut ihr Lied Ich liebe deutsche Land als „Nationalhymne“.

## Lieder (Auswahl)
- Die WM kommt nach Deutschland
- 0190 Ruf mich an
- Deutschland ist mein Heim
- Seitensprung
- Ich liebe deutsche Land
- Pearl Gates
- Country in my soul
- My only crime
- Island People
- One more bottle
- Dankbar
- We are going to Afrika[6]
- Wir lieben Ballermann – mit More Ice